# Antoine Duchesne
Antoine Duchesne, nascido a 12 de setembro de 1991 em Saguenay, é um ciclista canadiano, membro da equipa Groupama-FDJ.

## Palmarés
2013
- 3º no Campeonato do Canadá em Estrada

## Resultados nas Grandes Voltas e Campeonatos do Mundo
| Corrida            | 2013 | 2014 | 2015 | 2016 | 2017 | 2018 |
| ------------------ | ---- | ---- | ---- | ---- | ---- | ---- |
| Volta a Itália     | -    | -    | -    | -    | -    | -    |
| Volta a França     | -    | -    | -    | 107º | -    | -    |
| Volta a Espanha    | -    | -    | 138º | -    | -    | -    |
| Mundial em Estrada | -    | -    | 61º  | Ab.  | 120º | -    |

-: não participa

Ab.: abandono